# Michel Juraidini
Michel Juraidini Riloba (Teziutlán, Puebla, 25 de noviembre de 1991) es un escritor, profesor y poeta mexicano.

## Biografía
Michel Juraidini, nacido en Teziutlán, Puebla, es un escritor, profesor y poeta mexicano. Desde una temprana edad, mostró interés por las artes y la filosofía, influenciado por el entorno cultural y académico en el que creció.
En 2013, Michel publicó su primer libro titulado Música para Hospitales, una colección de cuentos y poemas que exploran el existencialismo y la literatura latinoamericana experimental, influenciado por autores como Bolaño y Cortázar. Este trabajo lo posicionó como una voz fresca y audaz en la literatura contemporánea.
Dos años más tarde, en 2015, publicó su segunda obra La Guerra y su Significado bajo el sello editorial de la BUAP. Esta novela épica fue elogiada por su ambición y manejo del lenguaje, estableciendo a Juraidini como un autor capaz de desafiar las convenciones literarias mexicanas.
En 2019, Michel presentó su tercer libro La Cuerda, otra obra publicada por la Editorial BUAP, en la que narra una epopeya que transcurre en la Sierra de Puebla, profundizando en la relación de los personajes con su entorno y la eternidad de la danza de la vida y la muerte.

## Obras
- Música para Hospitales (2013)
- La Guerra y su Significado (2015)
- La Cuerda (2019)

- Datos: Q28503152